# جيمس واتسون (لاعب كرة قدم)
جيمس واتسون (بالإنجليزية: James Watson)‏ هو لاعب كرة قدم بريطاني (وحمل سابقاً جنسية المملكة المتحدة لبريطانيا العظمى وأيرلندا) في مركز الهجوم، ولد في 1883 في إنفرنيس في المملكة المتحدة. لعب مع تشيلسي ونادي بورتسموث ونادي سندرلاند وإنفيرنس ثيسل ‏.

## وصلات خارجية
- جيمس واتسون على موقع قاعدة بيانات كرة القدم.إي يو (الإنجليزية)
- جيمس واتسون على موقع قاعدة بيانات كرة القدم.إي يو (الإنجليزية)